# جابي مارتينيز
جابي مارتينيز (بالإسبانية: Gabi Martínez) هو كاتب إسباني، ولد في 1971 في برشلونة في إسبانيا.